# Гарві Вайт
Гарві Вайт (англ. Harvey White; нар. 19 вересня 2001, Мейдстоун, Південно-Східна Англія) — англійський футболіст, півзахисник клубу «Стівенідж».

## Клубна кар'єра
Гарві — уродженець міста Мейдстон графства Кент. Вихованець клубу «Тоттенгем Готспур». 1 березня 2019 року дебютував за молодіжну команду клубу в поєдинку проти молодіжки «Челсі». Починаючи з сезону 2019/2020 став потрапляти до заявки основної команди, проте на полі не з'являвся. Проходив передсезонні збори, брав участь у товариських зустрічах. Дебютував у складі «шпор» 26 листопада 2020 року в поєдинку Ліги Європи проти болгарського «Лудогорця», вийшовши на заміну на 82-й хвилині замість Деле Аллі.
18 січня 2021 був відданий в оренду до кінця сезону в «Портсмут». Перший і єдиний гол за «Помпі» забив у гостьовому матчі проти «Оксфорд Юнайтед».

## Кар'єра за збірну
У травні 2019 року провів два товариські матчі за юнацьку збірну Англії до 18 років.